# ERI-Card
Die ERI-Cards oder Emergency Response Intervention Cards auch Traffic Emergency Cards oder Tremcards geben der Feuerwehr Hinweise über erste Einsatzmaßnahmen, wenn sie beim Eintreffen am Ort eines Gefahrgutunfalls keine zuverlässigen stoffspezifischen Informationen zur Verfügung haben. Sie werden von der CEFIC (Verband der Europäischen chemischen Industrie) auf Basis der jeweils aktuellsten Version des Europäischen Übereinkommens über die internationale Beförderung gefährlicher Güter auf der Straße herausgegeben.

## Geschichte
Der Grundstein wurde im Jahr 1991 gelegt, als man darüber nachdachte, wie man die Arbeit mit gefährlichen Stoffen für Rettungskräfte erleichtern bzw. sicherer machen kann.
Die Entwicklung des ERI-Cards System begann bereits im Jahr 1993, als eine internationale Gruppe aus Chemikern und Feuerwehrleuten, mit finanzieller Unterstützung der Europäischen Kommission, die ersten Ideen sammelte.
Die ERI-Cards wurden zuallererst auf Englisch im Jahr 1995 herausgegeben. Aktualisiert wurden die Daten 1998, Mai 1999, 2003, 2007 und 2013 (nachdem die ADR-Stoffe mit aktuellen ADR und EAC Listen neu strukturiert wurden). Die neueste Ausgabe stammt vom 10. April 2015. Die ERI-Cards wurden mit ADR 2015 in Einklang gebracht, indem neue UN-Einträge eingeführt und die Klassifizierungsdaten für eine Reihe von Stoffen angepasst wurden. Dies hatte vor allem die Erstellung der ERI-Cards 9 und 10 zur Folge.
Die Einführung der ERI-Cards in Deutschland wurde letztendlich auf einer Fachkonferenz der deutschen Bundesländer am 17. März 1999 in Ludwigshafen mit zehn gegen eine Stimme bei fünf Enthaltungen (je Bundesland eine Stimme) beschlossen.

## Aufgabe
Sie wurden vom Verband der Europäischen chemischen Industrie (CEFIC) als Informationsquelle für die Feuerwehr geschaffen, um im Falle eines Unfalls beim Transport von Gefahrengut eingesetzt zu werden. Sie beinhalten Hinweise, wie mit den jeweiligen chemischen, explosiven oder radioaktiven Stoffen umgegangen werden muss und welche spezielle Ausrüstung benötigt wird. Besonders notwendig sind die ERI-Cards, wenn keine weiteren Informationen des Herstellers über das relevante Material vorliegen.

## Strukturen
Es gibt ERI-Cards für neun Bereiche (Klassen):

Die ERICs der Klasse 1 (Explosivstoffe) werden federführend vom Logistikamt der Bundeswehr, die ERICs der Klasse 7 (radioaktive Stoffe) vom Bundesamt für Strahlenschutz erstellt.
Sie können entweder in Grundformat (DIN A 4-Ordner) in Katalogform vorliegen, in einer Online-Datenbank abgerufen, oder offline als Download verwendet werden. Zusätzlich ist mittlerweile eine Taschenbuchausgabe erschienen.
Sie werden von der Europäischen Union gefördert und dürfen frei kopiert werden. Eine kommerzielle Verwertung ist untersagt.

## Technische Inhalte
Die in den Emergency Response Intervention Cards enthaltenen Informationen sind nach einem Standardformat strukturiert:
1. Seiten-Kopf mit Stoffnamen, UN-Nummer, Gefahrnummer (hazard identification number), ADR-Gefahrzettel, ADR-Klasse, Klassifizierungscode, Verpackungsgruppe und der Nummer der ERI-Card
2. Eigenschaften
3. Gefahren
4. Persönlicher Schutz
5. Einsatzmaßnahmen
  1. Allgemeine Maßnahmen
  2. Maßnahmen bei Stoffaustritt
  3. Maßnahmen bei Feuer (falls Stoff betroffen)
6. Erste Hilfe
7. Besondere Vorsichtsmaßnahmen bei der Bergung von Havariegut
8. Vorsichtsmaßnahmen nach dem Hilfeleistung-Einsatz
  1. Ablegen der Schutzkleidung (Dekon P)
  2. Reinigung der Ausrüstung (Dekon G)[6]

Die Koordinierung sowohl für die Ausgabe der Karten als auch für den Gefahrguthelfereinsatz im eingetretenen Notfall übernimmt die CEFIC-ERI-Card-Datenbank. Von hier aus werden der Feuerwehr auch Hinweise über erste Einsatzmaßnahmen gegeben, wenn ihnen beim Eintreffen am Ereignisort keine zuverlässigen stoffspezifischen Informationen zur Verfügung stehen sollten.
Für den Feuerwehreinsatz liegen sie idealerweise in einer laminierten und damit wasserfesten Form vor. Die Staatliche Feuerwehrschule Würzburg betreut den Druck. Zusätzlich gibt es auch eine Gefahrgut-Helfer-App, die während der Einsätze genutzt werden kann.